# Stefania Mammì
Stefania Mammì, née le 3 mai 1990 à Milan (Italie), est une femme politique italienne.

## Biographie
Stefania Mammì naît le 3 mai 1990 à Milan.
Elle est élue députée lors des élections générales de 2018 dans la circonscription Lombardie 1, avec le Mouvement 5 étoiles (M5S).
En octobre 2019, elle dément les rumeurs publiées dans la presse affirmant qu’elle veuille quitter le M5S.